# Meng Liren
Meng Liren (xinès simplificat: 梦里人, pinyin: Mèng Lǐrén, literalment 'La xica d'ensomni') és una sèrie de còmics realitzada per Yao Fei La el 1995, any que es va serialitzar a Beijing Katong. El 2005 es va convertir en una sèrie de donghua que s'emetria a CCTV. L'autor comptà amb un ajudant per a la realització de la sèrie, però ho deixà abans de la finalitzar la publicació. Fon la primera sèrie de xin manhua en tindre una adaptació animada, i amb uns sis anys de serialització va ser una de les sèries més longeves del xin manhua.